# إيرينا بوريتشكو
إيرينا بوريتشكو (الروسية: Боречко, Ирина Викентьевна) (مواليد 1972 في ألماتي) هي لاعبة كرة يد كازاخستانية. شاركت في الألعاب الأولمبية الصيفية 2008 في بكين حيث احتل الفريق الكازاخستاني المركز العاشر.

## روابط خارجية
- إيرينا بوريتشكو على موقع اللجنة الأولمبية الدولية (الإنجليزية)
- إيرينا بوريتشكو على موقع أوليمبيديا (الإنجليزية)